# Pseudocolopteryx sclateri
Pseudocolopteryx sclateri е вид птица от семейство Tyrannidae.

## Разпространение
Видът е разпространен в Аржентина, Боливия, Бразилия, Венецуела, Гвиана, Парагвай, Тринидад и Тобаго и Уругвай.